# アンテ・ブディミル
アンテ・ブディミル（Ante Budimir,  1991年7月22日 - ）は、ボスニア・ヘルツェゴビナ社会主義共和国・ゼニツァ＝ドボイ県ゼニツァ出身のプロサッカー選手。ラ・リーガ・オサスナ所属。クロアチア代表。ポジションはFW。

## 経歴
LASKリンツやHNKゴリツァなどのユースチームを経て、2011年にNKインテル・ザプレシッチでプロデビュー。2シーズンで18ゴールを決め、2013-14シーズンはNKロコモティヴァ・ザグレブでプレー。17ゴールを決めた,
2014年8月、FCザンクトパウリと4年契約を締結。しかし2014-15シーズンをドイツ2部リーグで無得点に終わり、2015年9月1日にセリエBのFCクロトーネへのローン移籍に合意。すると新天地で得点能力を発揮し、チームを牽引。一時はアーセナルFCが、ブディミルの獲得を興味を示したとも報じられた。2015-16シーズンはセリエBで16ゴールを決め、チーム史上初のセリエAに導いた。
2016年7月5日、UCサンプドリアと2020年までの契約を締結。しかし、2016-17シーズンは11試合無得点に終わり、翌年7月にローン移籍の形でクロトーネに復帰。2017-18シーズンは22試合6得点を記録したものの、セリエA18位に終わり、Bに降格。シーズン終了後に完全移籍した。
2019年1月15日、RCDマジョルカへのシーズン終了までのローン移籍が発表。加入後の2019年試合で6ゴールを決め、チームは5位に入り、昇格プレーオフに進出。決勝戦のデポルティーボ・ラ・コルーニャ戦は、1stレグを0-2で落とすも、本拠地エスタディ・デ・ソン・モイクスでの2ndレグでは、ブディミルが先制ゴールを決め、その後も加点し、3-0 (合計スコア : 3-2) で大逆転勝利を収め、2012-13シーズン以来のラ・リーガ復帰を決めた。6月27日には、マヨルカへの完全移籍も発表された。　　
2020年10月5日、CAオサスナにローン移籍で加入。2020-21シーズンはチーム得点王となる11ゴールを記録。2021年6月7日にはオサスナへの完全移籍が決まり、2024年までの契約を締結した。この移籍には2000万ユーロが支払われたが、これはクラブ史上最高額の金額となった。

## 代表歴

### 出場大会
- クロアチア代表
  - 2022 FIFAワールドカップ
  - UEFA EURO 2024

### 試合数
- 国際Aマッチ 19試合 2得点（2020年-）[7]

| クロアチア代表 | 国際Aマッチ | 国際Aマッチ |
| 年             | 出場        | 得点        |
| -------------- | ----------- | ----------- |
| 2020           | 4           | 1           |
| 2021           | 4           | 0           |
| 2022           | 9           | 0           |
| 2023           | 2           | 1           |
| 2024           |             |             |
| 通算           | 19          | 2           |